# Transformers: Car Robots
Transformers: Car Robots (jap. トランスフォーマー カーロボット Toransufōmā kārobotto) – japoński serial animowany emitowany od 5 kwietnia do 27 grudnia 2000 na kanale TV Tokyo.
Serial emitowany był również w Stanach Zjednoczonych od 8 września 2001 do 23 marca 2002 na antenie Fox pod tytułem Transformers: Robots in Disguise.

## Fabuła
Akcja dzieje się na Ziemi, gdzie Autoboty (Cybertrons) walczą z odwiecznymi wrogami, Predaconami. Lider Predaconów, Megatron porywa znanego naukowca Doktora Onishi’ego. Syn porwanego naukowca, Koji Onishi postanawia dołączyć do Autobotów, by uratować swego ojca.

## Postacie

### Autoboty

#### Liderzy
- Omega Prime – fuzja Optimusa Prime i Ultra Magnusa. Pierwszy raz nastąpiła przypadkowo, kiedy Ultra Magnus zamierzał wziąć Matrycę Optimusa, w wyniku czego doszło do połączenia. Najsilniejszy z wojowników wśród Autobotów. Posiada Blue Bolts Ultra Magnusa, a podczas ostatniej bitwy z Galvatronem używa Ostrza Matrycy, utworzone z Matrycy Optimusa.
  - Optimus Prime – główny przywódca Autobotów na ziemi, nosiciel Matrycy i brat Ultra Magnusa. Jego sprzęt może działać jako stacja medyczna, platforma dla broni, albo zbroja, dzięki której może przejść w Super Mode. Jego najsilniejsze ataki to „Blizzard Storm” i „Blaze Blasters”. Transformuje się w wóz strażacki, co jest rzadkością u innych Optimusów.
  - Ultra Magnus – brat Optimusa. Za wszelką cenę chciał położyć swe łapy na Matrycy Optimusa. Jest dość silny, lecz ambicje prawie nie sprowadziły na niego kłopotów. Posiada broń „Blue Bolts”, którą może użyć jako laserowe działo, karabin gatlinga, czy też połączoną formę tych broni. Transformuje się w transporter, który może przewieźć inne Autoboty.

#### Bracia Autoboty
- X-Brawn – Najstarszy z trójki Braci Autobotów. Uwielbia wyzwania, potrafi okiełznać swą determinacją każde środowisko, od pustyń do biegunów, nawet jechać po schodach! Ma też nawyk jazdy na sam szczyt wież w formie pojazdu, używając linki jako liny wspinaczkowej. Dzięki swej ogromnej dłoni potrafi dołożyć Predaconom. Transformuje się w Mercedes-Benz ML320 SUV.
- Prowl – drugi w kolejności, Prowl jest prawą ręką Optimusa. Często musi zajmować się Sideburnem, który flirtuje z czerwonymi sportowymi samochodami. W walce posługuje się podwójnym działkiem rakietowym. Transformuje się w Lamborghini Diablo.
- Sideburn – najmłodszy i najszybszy z całej trójki. Jego główną słabością są panienki, a szczególnie czerwone sportowe samochody. Jednak nie zarzuca mu się odwagi i ochrony tych, których ma bronić. Używa długiego pistoletu, który formuje silnik w trybie pojazdu. Transformuje się w Dodge Vipera.

#### Drużyna Bullet Train
- Rail Racer – fuzja Railspike’a, Rapid Run i Midnight Express.
  - Railspike – samozwańczy lider drużyny. Posługuje się rakietami na ramionach, ale też używa fal ultradźwiękowych. Transformuje się w 500 Series Shinkansen Nozomi.
  - Rapid Run – Autobot, który sądzi, że Bullet Train jest elitarną drużyną, a on jako najszybszym z Autobotów. W walce używa miotacza granatów oraz „Deflector shield”. Transformuje się w 700 Series Shinkansen Rail Star.
  - Midnight Express – najmłodszy z całej trójki. Ma wielką siłę i wytrzymałość na chłodne temperatury. Używa w walce pocisków ciepłoczułych oraz ostrzy z twardego światła, którymi potrafi przeciąć górę lodową. Transformuje się w E4 Series Shinkansen.

#### Built Team
- Landfill – fuzja Wedge’a, Heavy Loada, Hightowera i Grimlocka. Jego budowa pozwala na zmianę trybu.
  - Wedge – młody lider drużyny. Choć na początku popełniał błędy, to jednak jest odpowiedzialnym liderem. W walce posługuje się dwulufowym działem. Transformuje się w buldożer.
  - Heavy Load – najsilniejszy z całej drużyny. Często asystuje Wedge’owi, i jest instruktorem sztuk walki. Transformuje się w wywrotkę.
  - Hightower – najlepszy ekspert w dziedzinie strzelców. Jest osobistym ochroniarzem Wedge’a, w posługiwaniu się bronią palną nie ma sobie równych. Transformuje się w ciężarówkę z funkcją dźwigu.
  - Grimlock – najbardziej spokojny i chłodny z całej trójki. Jest drugim dowodzącym Wedge’a. Często jest zamyślony, zastanawiając się, jak najlepiej przekazać Wedge’owi doświadczenia, jakie zdobył w bitwach. Transformuje się w koparkę.

#### Spy Changersi
Spy Changersi – zespół sześciu wyspecjalizowanych Autobotów w zakresie szpiegostwa. Posiadają umiejętność niewidzialności, a ponadto potrafią poruszać się po każdej powierzchni, kompletnie przecząc prawom fizyki. Choć ich osobowości są różne, to ich taktyka opiera się na pracy zespołowej.
- Hot Shot – główny lider Spy Changersów. Jest dość gburowaty, lecz z powodu obawy o swoich podwładnych. Jest uzbrojony w pistolet regulujący siłę ognia. Transformuje się w Porsche 959.
- R.E.V. – oficer taktyczny i prawa ręka Hot Shota. Najstarszy ze Spy Changersów. Ma doskonałą sprawność skoków, dzięki czemu może przeskoczyć z jednego budynku na drugi. Uzbrojony jest w strzelbę. Transformuje się w Lamborghini Diablo.
- Crosswise – oficer naukowy Autobotów. Pasjonuje się inżynierią kosmiczną, co pomaga jego drużynie w walce. Posługuje się bronią anty-grawitacji. Transformuje się w samochód koncepcyjny.
- W.A.R.S. – śmiały i odważny żołnierz. Jego gwałtowne działania straszą zarówno wrogów, jak i sojuszników. Ma ciężki pancerz i karabin maszynowy. Transformuje się w Ford Thunderbird serii NASCAR.
- Ironhide – weteran walki z olbrzymią siłą. Choć spokojny, to potrafi wybuchać furią i często się wyładowuje na Decepticonach i Predaconach. Posiada pistolet fal szokowych. Transformuje się w ciężarówkę pickup Ford F150 Flareside.
- Mirage – najbardziej entuzjastyczny z Autobotów. Choć jest niewielu, którzy mogą mu ufać, Mirage jest cennym żołnierzem. Doskonały strzelec, w walce używa karabinu laserowo-snajperskiego. Transformuje się w Lola T94 Indy.

#### Fortress Maximus
- Fortress Maximus – Główny system bojowy Transformerów. Został ukryty na Ziemi, by ją strzec. Posiada sporą artylerię. Jako protektor Ziemi, potrafi się związać z dowolną ludzką bio-sygnaturą. Jest kontrolowany przez Emissary (Emisariusza). Transformuje się w małe miasto i bazę dla Transformerów. 
  -  Emissary – główny system sterowniczy Maximusa. Potrafi się łączyć z Cerebrosem w celu transformacji w tryb głowy dla Fortressa Maximusa.
    - Cerebros – Główny klucz Fortress Maximusa. Został ukryty w świątyni Południowej Ameryki. Potrafi przejść w tryb Headmastera, by się połączyć z Emisariuszem, a potem z Maximusem.

#### Inni
- Skid-Z – wyścigowiec. Po przybyciu na Ziemię zeskanował wyścigówkę Augey Cahnaya, ale dodatkowo uzyskał jego psychotropiczną energię, przez co Skid-Z ma nawyk to startowania w każdym wyścigu, jaki napotka.
- Tow-Line – Autobot zamieniający się w wóz holowniczy. Często przestrzega przepisów drogowych, a jego powiedzeniem jest „Nie parkować oznacza nie parkować” („No parking means no parking”). Jego hak jest bardzo silny, potrafi holować od roweru po pociąg.

### Predacony
- Megatron/Galvatron – główny antagonista i lider Predaconów. Przybył na Ziemię, by znaleźć nowe źródła energii, ale później okazuje się, że poszukuje mocy Fortressa Maximusa. Posiada sporą moc i siłę ognia, dzięki czemu potrafi się transformować w robota, nietoperza, samochód, dwugłowego smoka, odrzutowiec i rękę. Nie toleruje zdrady i niekompetencji, co sprowadza do pionu nawet Decepticonów. Po nieudanej próbie schwytania Sfery Sigma absorbuje energię piramidy, przemieniając się w Galvatrona z dodatkowymi trybami: pteranodona, gryfa, mamuta i pojazd wodny. Po przegranej walce w rdzeniu Ziemi zostaje zabrany do więzienia przez Ultra Magnusa.
- Sky-Byte – drugi pod względem znaczenia po Megatronie Predacon. Zawsze próbuje udowodnić swoją wartość Megatronowi, co w efekcie raz kończyło się wygraną, a raz przegraną. Jest bardzo potężnym ze sługusów Megatrona – w trybie rekina potrafi przegryźć nawet ciężki czołg, a rozsuwany pazur może zmiażdżyć nawet najgrubszą ścianę. Choć używa brutalnej siły ma dobre serce. Po ostatecznej porażce Galvatrona jako jedyny Predacon pozostał na Ziemi.

#### Trio Predaconów
- Slapper – prawa ręka Sky-Byte’a. Transfomuje się w żabę.
- Gas Skunk – ekspert w demolowaniu. Transformuje się w skunksa.
- Dark Scream – mistrz władania mieczem. Transformuje się w latającą wiewiórkę.

#### Decepticony
- Scourge – oryginalny lider załogi sześciu Autobotów, którzy przybyli na Ziemię, by reaktywować Fortressa Maximusa. Został wraz z nimi wprowadzany w stan uśpienia, do czasu przebudzenia przez Megatrona. Jest „złym bliźniakiem” Optimusa Prime’a, jako że skaner zeskanował Optimusa trzymającego ciężarówkę i człowieka w niej, dzięki czemu posługiwał się sporym arsenałem i przyporządkował swoją załogę Decepticonów. Z biegiem czasu Scourge stawał się coraz ambitniejszy, nawet na skraj zdrady, a kiedy energia Maximusa zregenerowała jego pamięć i zdolność wyczuwania wielkiej energii, to Scourge postanowił użyć Fortressa, by przejąć kontrolę nad światem. Niestety plan spalił na panewce, a Galvatron srogo ukarał zdrajców poprzez przeprogramowanie ich w lojalnych sługusów. Po ostatecznej bitwie Scourge został zabrany z Decepticonami i Predaconami do więzienia na Cybertronie.

##### Commandos
- Ruination
  - Mega-Octane
  - Armorhide
  - Movor
  - Rollbar
  - Ro-Tor

### Inni
- Koji Onishi
- Dr. Onishi
- T-Ai
- Kelly
- Jenny
- Dorie Dutton

## Spis odcinków
| N/o | Tytuł odcinka                                                                                       | Premiera (TV Tokyo)  |
| --- | --------------------------------------------------------------------------------------------------- | -------------------- |
| 1   | Hatsu shutsudō! Fire Convoy Hatsu shutsudō! Faiyākonboi (初出動！ ファイヤーコンボイ)               | 5 kwietnia 2000      |
| 2   | Kōsoku Battle! Gelshark Kōsoku batoru! Gerushāku (高速バトル! ゲルシャーク)                         | 12 kwietnia 2000     |
| 3   | Gattai seyo! Shinkansen robot Gattai seyo! Shinkansen robo (合体せよ! 新幹線ロボ)                   | 19 kwietnia 2000     |
| 4   | Ninja robot! Spychangers sanjō Ninja robo! Supaichenjā sanjō (忍者ロボ! スパイチェンジャー参上)     | 26 kwietnia 2000     |
| 5   | Kesshi no Jump! Mach Alert Kesshi no janpu! Mahhaarāto (決死のジャンプ！マッハアラート)             | 3 maja 2000          |
| 6   | Gigatron no shūgeki! Gigatoron no shūgeki! (ギガトロンの襲撃！)                                     | 10 maja 2000         |
| 7   | Speedbreaker no kiki! Supīdobureikā no kiki! (スピードブレイカーの危機！)                           | 17 maja 2000         |
| 8   | Nazo no heiki! D5 (謎の兵器！D5)                                                                    | 24 maja 2000         |
| 9   | Counter Arrow no uragiri? kauntāarō no uragiri? (カウンターアローの裏切り？)                        | 31 maja 2000         |
| 10  | Bakusō! Indīhīto!! Bakusō! Indy Heat!! (爆走！インディーヒート!!)                                   | 7 czerwca 2000       |
| 11  | Chūsha ihanda! Wrecker Hook Chūsha ihanda! Rekkāfukku (駐車違反だ！レッカーフック)                  | 14 czerwca 2000      |
| 12  | Kyūkyoku! Daibutsu Transformer Kyūkyoku! Daibutsu toransufōmā (究極！大仏トランスフォーマー)        | 21 czerwca 2000      |
| 13  | Gigatron no yabō o abake! Gigatoron no yabō o abake! (ギガトロンの野望を暴け！)                     | 28 czerwca 2000      |
| 14  | Teki? Mikata? Black Convoy! Teki? Mikata? Burakkukonboi! (敵？味方？ブラックコンボイ！)             | 5 lipca 2000         |
| 15  | 5-tai gattai Baldigas 5-Tai gattai barudigasu (5体合体バルディガス)                                 | 12 lipca 2000        |
| 16  | Taiketsu! Futari no Convoys taiketsu! Futari no konboi (対決！ふたりのコンボイ)                     | 17 lipca 2000        |
| 17  | Uchū kara nerae! Shutler!! Uchū kara nerae! Shatorā!! (宇宙から狙え！シャトラー！！)                | 26 lipca 2000        |
| 18  | Seigi ni mezameyo! Black Convoy Seigi ni mezameyo! Burakkukonboi (正義に目覚めよ！ブラックコンボイ) | 2 sierpnia 2000      |
| 19  | Himitsu sakusen! Gelshark Himitsu sakusen! Gerushāku (秘密作戦！ゲルシャーク)                       | 9 sierpnia 2000      |
| 20  | Nekketsu senshi! Buildmaster Nekketsu senshi! Birudomasutā (熱血戦士！ビルドマスター)               | 16 sierpnia 2000     |
| 21  | Shitai gattai! Build King Shitai gattai! Birudokingu (四体合体！ビルドキング)                       | 23 sierpnia 2000     |
| 22  | Seiginomikata? Gelshark Seiginomikata? Gerushāku (正義の味方?ゲルシャーク)                          | 30 sierpnia 2000     |
| 23  | Nerawareta Buildmaster Nerawareta birudomasutā (狙われたビルドマスター)                             | 6 września 2000      |
| 24  | Tōjō! God Magnus Tōjō! Goddomagunasu (登場！ゴッドマグナス)                                         | 13 września 2000     |
| 25  | Kyōsei gattai! Godfire Convoy Kyōsei gattai! Goddofaiyākonboi (強制合体！ゴッドファイヤーコンボイ)  | 20 września 2000     |
| 26  | Shūketsu seyo! Shin senshi-tachi (集結せよ！新戦士たち)                                             | 27 września 2000     |
| 27  | Zettai zetsumei! Car Robot 3 kyōdai Zettai zetsumei! Kārobo 3 kyōdai (絶対絶命！カーロボ3兄弟)      | 27 września 2000     |
| 28  | Hatsudō! Double Matrix Hatsudō! Daburumatorikusu (発動！ダブルマトリクス)                           | 11 października 2000 |
| 29  | Fujō! Cybertron City Fujō! Saibatoronshiti (浮上！サイバトロンシティ)                               | 18 października 2000 |
| 30  | JRX tai Baldigas JRX tai barudigasu (JRX対バルディガス)                                             | 25 października 2000 |
| 31  | Gelshark no wana Gerushāku no wana (ゲルシャークの罠)                                               | 1 listopada 2000     |
| 32  | Saigo no kagi? Sayonara Eye Saigo no kagi? Sayonara ai (最後の鍵？ さよならアイ)                    | 8 listopada 2000     |
| 33  | Ubawareta Plasma Ubawareta purazuma (奪われたプラズマ)                                              | 15 listopada 2000    |
| 34  | Brave Maximus no nazo Bureibumakishimasu no nazo (ブレイブマキシマスの謎)                           | 22 listopada 2000    |
| 35  | Gelshark no yūutsu Gerushāku no yūutsu (ゲルシャークの憂鬱)                                         | 29 listopada 2000    |
| 36  | Black Convoy no yabō Burakkukonboi no yabō (ブラックコンボイの野望)                                 | 6 grudnia 2000       |
| 37  | Brave Maximus kidō! Bureibumakishimasu kidō! (ブレイブマキシマス起動！)                             | 13 grudnia 2000      |
| 38  | Gyakushū! Devil Gigatron Gyakushū! Debirugigatoron (逆襲！デビルギガトロン)                         | 20 grudnia 2000      |
| 39  | Saigonotatakai! Fire convoy Saigonotatakai! Faiyākonboi (最後の戦い! ファイヤーコンボイ)            | 27 grudnia 2000      |